# Danis lamprosides
Danis lamprosides är en fjärilsart som beskrevs av Grose-smith 1898. Danis lamprosides ingår i släktet Danis och familjen juvelvingar. Inga underarter finns listade i Catalogue of Life.